# Gnomon Novi Testamenti

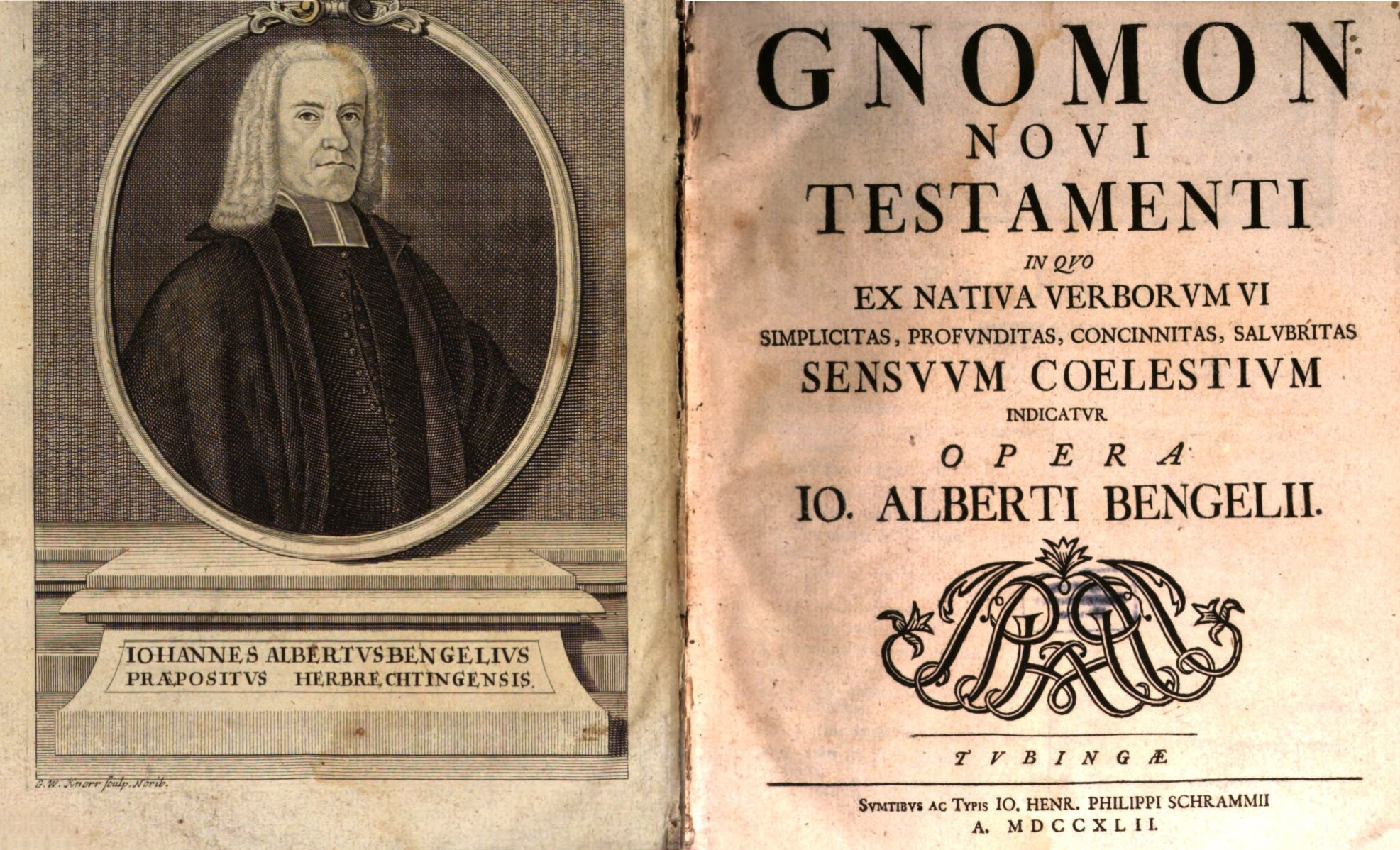
Gnomon Novi Testamenti, Vorderseiten der Erstausgabe 1742

Der Gnomon Novi Testamenti ist ein biblizistisch-philologischer Kommentar des Neuen Testaments, der 1742 in lateinischer Sprache erstmals erschien. Der vollständige Originaltitel lautet:
GNOMON NOVI TESTMENTI / IN QVO / EX NATIVA VERBORVM VI / SIMPLICITAS, PROFVNDITAS, CONCINNITAS, SALVBRITAS / SENSVVM COELESTIVM / INDICATVR
„Fingerzeig in das Neue Testament, worin aus der ursprünglichen Kraft der Worte die Einfachheit, Tiefe, Stimmigkeit und Heilsamkeit der himmlischen Bedeutungen aufgezeigt wird“.
Sein Verfasser ist Johann Albrecht Bengel, der bedeutendste Repräsentant des württembergischen Pietismus im 18. Jahrhundert. Bengel betrachtete die Bibel als geoffenbartes Wort Gottes, das in seiner heilsgeschichtlich geprägten Einheitlichkeit einem Organismus gleicht. Hauptsächlich knappe Erklärungen darbietend, geht er in seiner Exegese Vers für Vers vor. Dabei sucht er die wahre Bedeutung des Textes aufzuzeigen – Gnomon meint Zeiger resp. Fingerzeig – sowie praktisch-erbauliche Anleitung für das Christenleben zu geben.
So avancierte das Werk mit seiner „glücklichen Verbindung von Frömmigkeit und Wissenschaftlichkeit“ (Martin Brecht) zum herausragenden Klassiker des württembergischen Pietismus.

## Wirkungsgeschichte
Der Gnomon zeitigte eine ansehnliche Wirkungsgeschichte. Bis 1915 wurde er mehrfach aufgelegt (Gottfried Mälzer verzeichnet von der lateinischen Fassung 15 Ausgaben).
Der württembergische Pfarrer Karl Friedrich Werner, ein Vertreter der konservativen Erweckungsbewegung im 19. Jahrhundert, übersetzte ihn erstmals vollständig ins Deutsche (2 Bde., 1853/54). Dabei setzte er den theologisch-wissenschaftlichen Aspekt zurück und hob vor allem das pietistisch-erbauliche Moment hervor. Überdies edierte er einen Auszug, den Kleinen Gnomon (1866). Das Gesamtwerk erlebte bis 1970 acht Ausgaben und diente Generationen von Geistlichen bei der Predigtvorbereitung.
Über Deutschlands Grenzen hinaus fand der Gnomon seine Leser. Unter anderem hat John Wesley ihn für seine Abfassung der Expository Notes upon the New Testament (1755) benutzt. Im 19. Jahrhundert wurde er ins Englische (5 Bde., 1857/58) und ins Schwedische übersetzt (3 Bde., 1877/78). Und in jüngster Zeit lebte er dank des Gnomon-Forschers Heino Gaese wieder auf, der 2003 eine lateinisch-deutsche Teilausgabe veröffentlichte.

## Bibliographie
- Gottfried Mälzer: Die Werke der württembergischen Pietisten des 17. und 18. Jahrhunderts. Verzeichnis der bis 1968 erschienenen Literatur (= Bibliographie zur Geschichte des Pietismus. Band 1). de Gruyter, Berlin 1972, ISBN 3-11-002219-2.
- Werner Raupp: WERNER, Karl (Carl) Friedrich (II). In: Biographisch-Bibliographisches Kirchenlexikon (BBKL). Band 44, Bautz, Nordhausen 2022, ISBN 978-3-95948-556-2, Sp. 1501–1514, (ausführliche Bibliographie zum Gnomon, Mälzer ergänzend).
- Werner Raupp: BENGEL, Johann Albrecht. In: Biographisch-Bibliographisches Kirchenlexikon (BBKL). Band 22, Bautz, Nordhausen 2003, ISBN 3-88309-133-2, Sp. 84–110.

## Ausgaben (Auswahl)
- Johann Albrecht Bengel: Gnomon Novi Testamenti, in quo ex nativa verborum vi simplicitas, profunditas, concinnitas salubritas sensuum coelestium indicatur. Tubingae 1742 (Digitalisat); 3. Aufl. hrsg. von Ernst Bengel, 2 Bde., Tubingae 1773; - [letzte Gesamtausg.:] hrsg. von Paul Steudel. Stuttgart 1915.
- Neue Ausgabe: Heino Gaese (Übers.): Johann Albrecht Bengel: Der Gnomon. Latein-deutsche Teilausgabe der Hauptschriften zur Rechtfertigung: Römer-, Galater-, Jakobusbrief und Bergpredigt, A. Francke Verlag, Tübingen/Basel 2003 (ISBN 978-3-7720-8018-0).

Übersetzungen (Auswahl)
- [deutsch] Karl Friedrich Werner (Bearb.): Dr. Johann Albrecht Bengels […] Gnomon oder Zeiger des Neuen Testaments, 2 Bde. Stuttgart 1853/54; - 8. Aufl.: Johann Albrecht Bengel: Gnomon. Auslegung des Neuen Testamentes in fortlaufenden Anmerkungen. Deutsch von C. F. Werner […]. Mit einem Vorwort von Egon W. Gerdes und dem Vorwort von J.A. Bengel, 2 Bde., J.F. Steinkopf Verlag, Stuttgart 1970.